# Коутс (острво)
Острво Коутс (енгл. Coats Island, инуит Akpatordjuark) је једно од већих острва у канадском арктичком архипелагу. Острво је у саставу канадске територије Нунавут. 
Површина острва је 5.498 km² и по њој је острво 107. у свијету и 24. у Канади. Највиши врх досеже 185 m. Острво нема сталних становника. Животињски свијет је сведен на карибуе, моржеви и птице.
Острво је добило име по Вилијаму Коутсу (William Coats), капетану брода у компанији Хадсоновог залива који је повремено посјећивао острво у периоду од 1727. до 1751.